# Naučná stezka Příroda Hostýnských vrchů

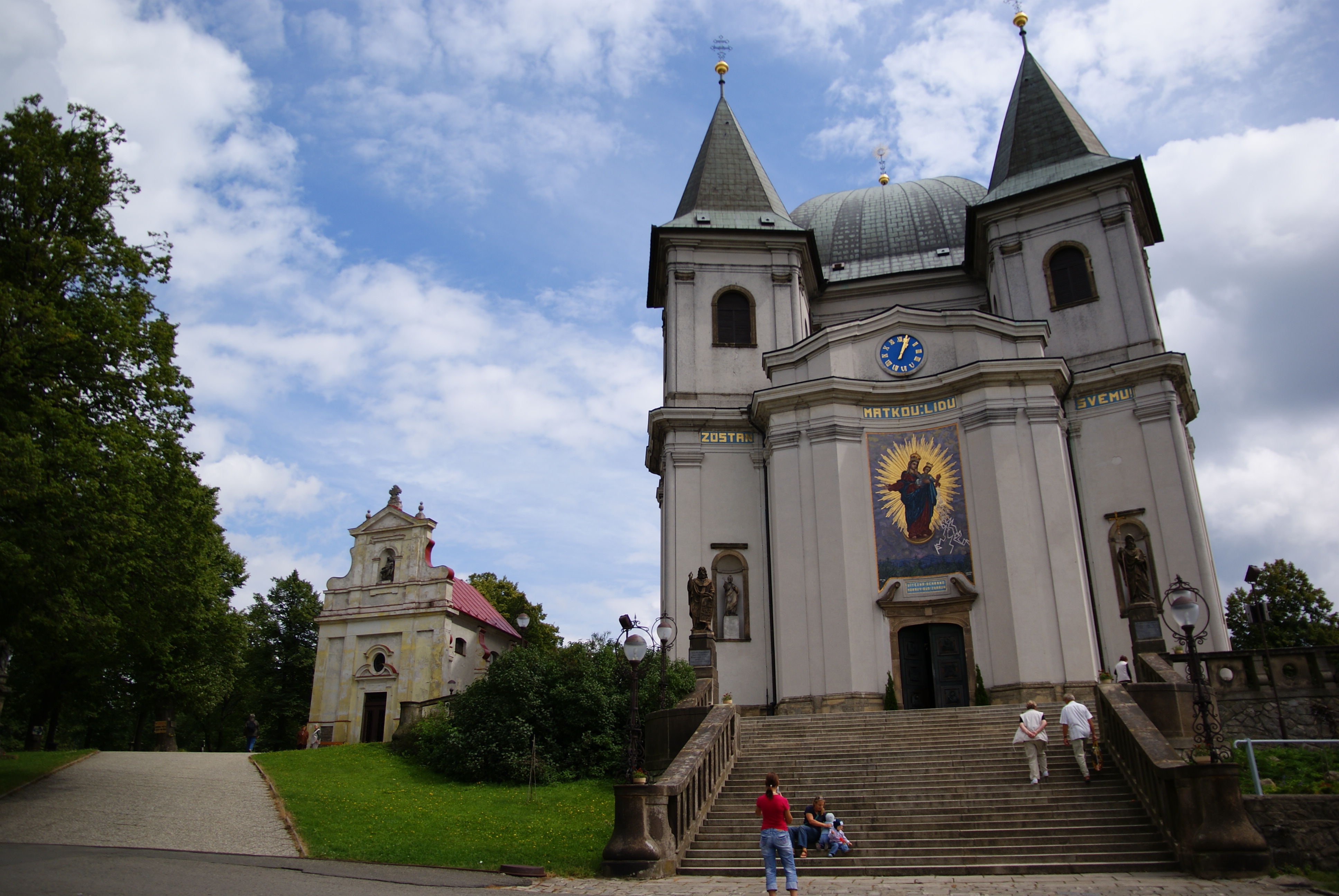
Cesta kolem baziliky

Naučná stezka Příroda Hostýnských vrchů je naučná stezka v Hostýnských vrších, která spojuje Hostýn a Chvalčov. K jejímu otevření došlo 20. dubna 2007. Celková délka činí 1,7 km a najdeme na ní 8 zastavení. Naučná stezka v podstatě kopíruje červeně značenou turistickou trasu. Na Hostýně prochází celým areálem, tedy okolo baziliky Nanebevzetí Panny Marie i okolo keltského oppida. Stranou zůstává pouze okrajová vodní kaple a rozhledna na vlastním vrcholu Hostýna. Končí na rozcestí Chvalčov – lesní školka, kde se setkává s dvojicí dalších naučných stezek, Hostýnské vrchy a Chodník Masarykových.

## Zastavení
- Houby a lišejníky
- Mechorosty a kapraďorosty
- Stromy a keře
- Rostliny semenné
- Měkkýši a členovci
- Ptáci
- Savci
- Ryby, obojživelníci a plazi